# Sjinoglaciären
Sjinoglaciären (georgiska: შინოს მყინვარი, Sjinos mqinvari) är en glaciär i nordöstra Georgien, i regionen Mtscheta-Mtianeti. Närmaste större samhälle är Stepantsminda, 6 km åt väster.